# Калама (Вашингтон)
Калама (енгл. Kalama) град је у америчкој савезној држави Вашингтон. По попису становништва из 2010. у њему је живело 2.344 становника.

## Демографија
Према попису становништва из 2010. у граду је живело 2.344 становника, што је 561 (31,5%) становника више него 2000. године.
| Група             | 2000.         | 2010.         |
| Белци             | 1.692 (94,9%) | 2.089 (89,1%) |
| Афроамериканци    | 13 (0,7%)     | 14 (0,6%)     |
| Азијати           | 5 (0,3%)      | 28 (1,2%)     |
| Хиспаноамериканци | 27 (1,5%)     | 114 (4,9%)    |
| Укупно            | 1.783         | 2.344         |